# Sylvi Listhaug
Sylvi Listhaug (født 25. december 1977 i Ålesund) er en norsk politiker fra Fremskrittspartiet. Fra 16. december 2015 til 19. marts 2018 var hun indvandrings- og integrationsminister i Justis- og beredskapsdepartementet, og var fra 2013 landbrugs- og fødevareminister i Erna Solbergs regering.